# In the Nightside Eclipse
In the Nightside Eclipse este albumul de debut al formației Emperor. Este ultimul album cu Faust la baterie și singurul cu Tchort la chitară bas. Albumul este dedicat lui Euronymous.
Albumul reprezintă un punct de referință în istoria black metal-ului, fiind considerat a fi primul album symphonic black metal. E interesant de menționat faptul că melodia "Inno A Satana" apare în coloana sonoră a filmului documentar Metal: A Headbanger's Journey.
Revista Terrorizer a clasat In the Nightside Eclipse pe locul 2 în clasamentul "Cele mai bune 40 de albume black metal". Aceeași revistă a inclus albumul în lista "Cele mai importante 100 de albume ale anilor '90". Site-ul IGN a inclus albumul în lista "Cele mai bune 10 albume black metal".

## Lista pieselor
1. "Intro" - 00:52
2. "Into The Infinity Of Thoughts" - 08:14
3. "The Burning Shadows Of Silence" - 05:36
4. "Cosmic Keys To My Creations & Times" - 06:06
5. "Beyond The Great Vast Forest" - 06:01
6. "Towards The Pantheon" - 05:57
7. "The Majesty Of The Nightsky" - 04:54
8. "I Am The Black Wizards" - 06:01
9. "Inno A Satana" - 04:48

## Personal
- Ihsahn - vocal, chitară, sintetizator
- Samoth - chitară
- Faust - baterie
- Tchort - chitară bas